# Pansarskott
El Pansarskott era una arma antitanque portátil que disparaba granadas anticarro, era una arma de fuego portátil de disparo manual creada para combatir a los vehículos blindados y otros objetivos enemigos a corta distancia, era una sistema antitanque portátil, un arma antitanque de corto alcance sin retroceso y un arma de un solo uso.

## Funcionamiento

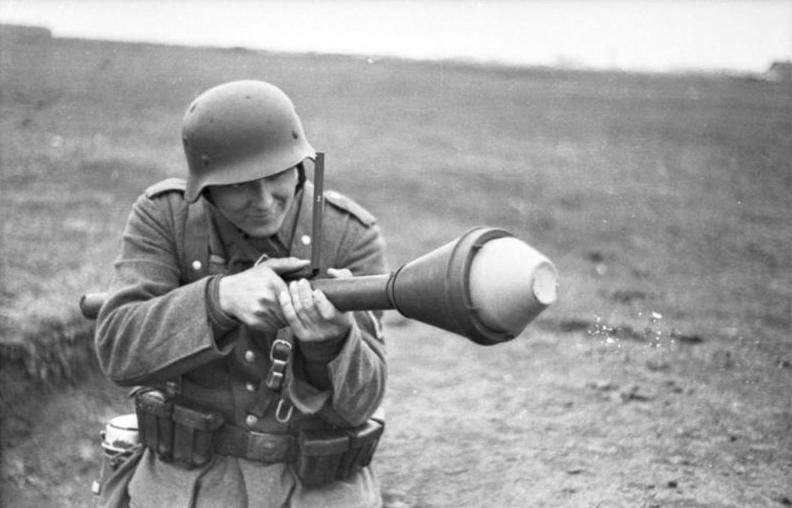
Soldado alemán de la Wehrmacht con un arma antitanque Panzerfaust durante la Segunda Guerra Mundial.

El Pansarskott, tenía un tubo de disparo equipado con una granada anticarro precargada y un propulsor que se colocaba sobre un eje para apuntar y disparar. Como sugiere su nombre, el Pansarskott se utilizaba tradicionalmente para atacar objetivos protegidos como tanques ligeros, carros de combate, vehículos blindados de combate, transportes blindados de personal, puestos de observación y búnkeres enemigos.

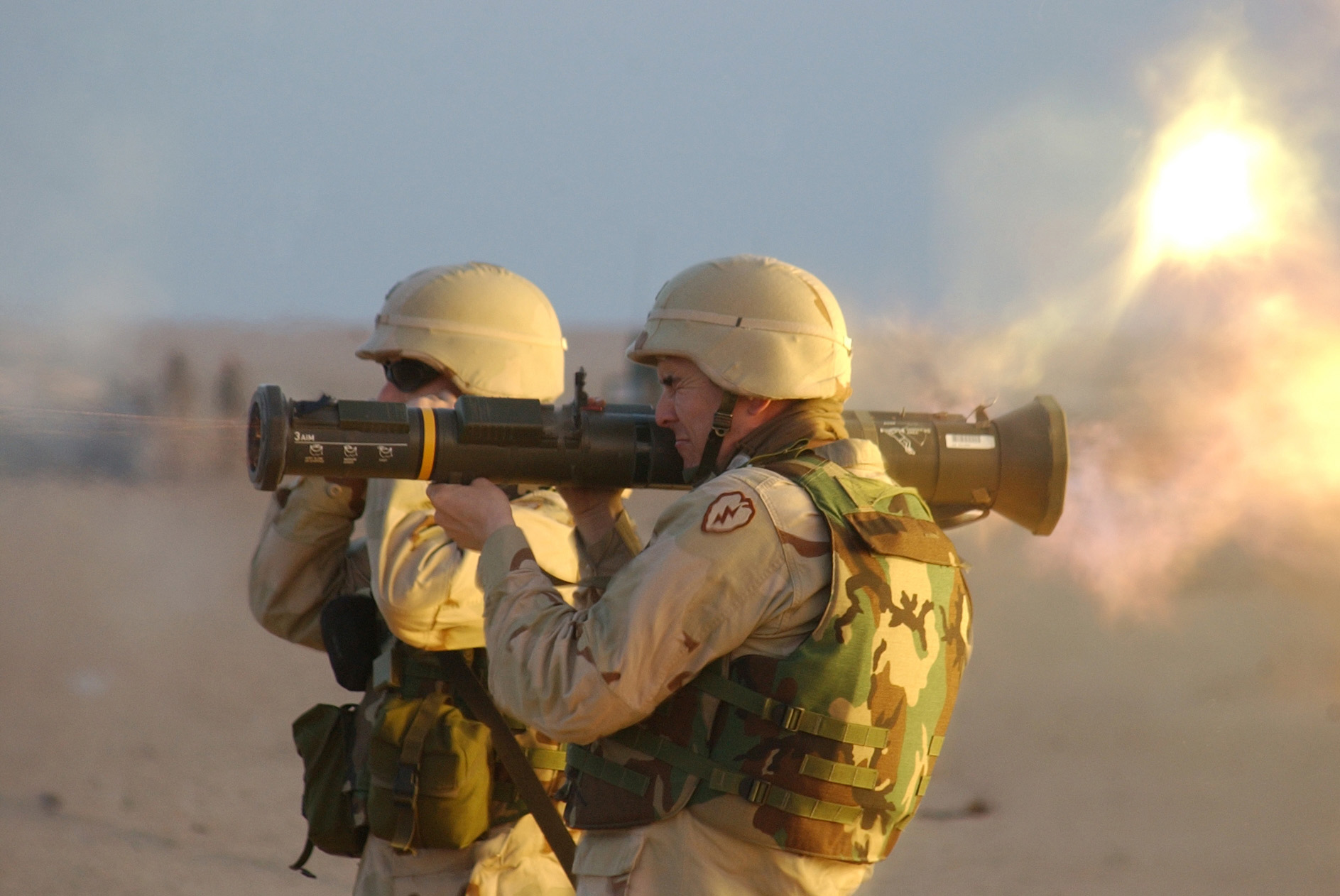
Marines disparando el cañón sin retroceso AT-4.

El Pansarskott disparaba munición perforante y lanzaba granadas anticarro. Al igual que las granadas de mano, los proyectiles perforantes del Pansarskott eran armas de un solo uso. El tubo lanzador no se podía recargar, sino que se debía desechar después de ser utilizado. El tubo de disparo estaba hecho de un material muy ligero, y solamente podía aguantar un único disparo. Los lanzagranadas tradicionalmente no venían con miras o dispositivos de disparo muy avanzados, sino que generalmente tenían una mira muy simple y un gatillo ubicado en la parte superior del arma.

## Historia

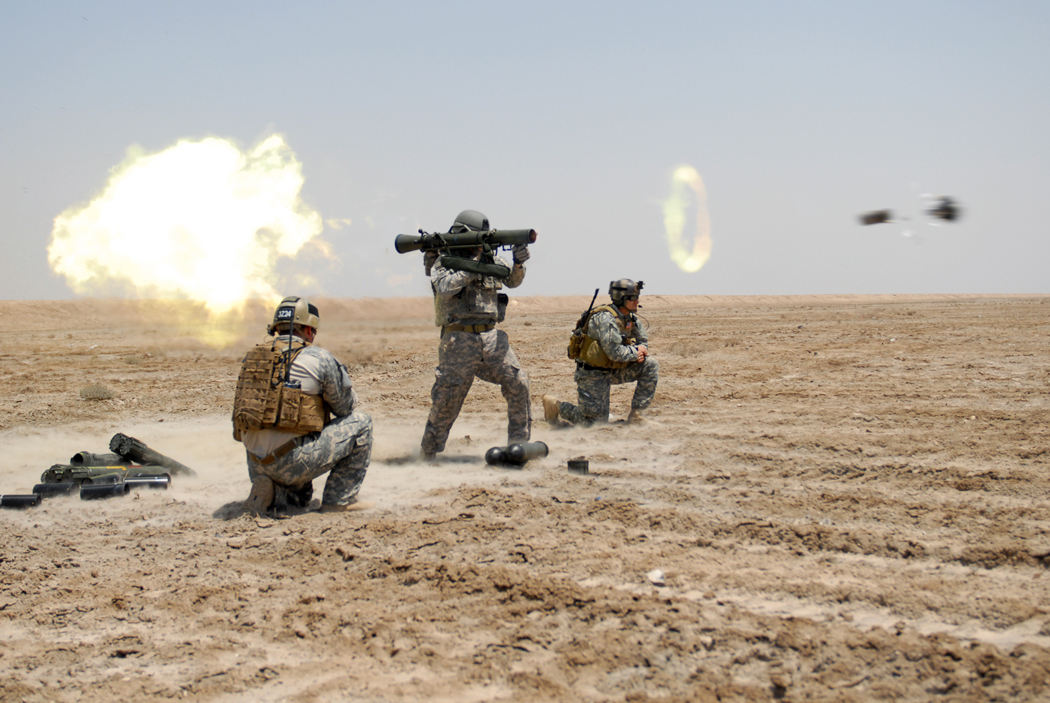
Soldados de las fuerzas especiales estadounidenses disparando el cañón sin retroceso Carl Gustaf en Basora, Irak, en mayo de 2009, durante la Guerra de Irak.

El Pansarskott m/45 y el Pansarskott m/46 eran copias suecas del Panzerfaust alemán. El Ejército de Suecia encargó una copia del Panzerfaust a Bofors, del cual se adquirieron varios ejemplares a Finlandia y a la resistencia danesa, el arma resultante fue una copia del Panzerfaust designada Pansarskott m/45, 10.000 fueron unidades fueron encargadas por las Fuerzas Armadas de Suecia a finales de 1945. Aunque el Pansarskott era bastante eficaz contra los tanques de su época, la velocidad inicial del proyectil era baja y el alcance efectivo era de unos 70 metros. El Pansarskott m/45 se actualizó rápidamente reemplazando la carga propulsora de pólvora negra por una carga de pólvora sin humo, el arma resultante fue el Pansarskott m/46, que tenía un alcance efectivo de unos 90 metros. El Pansarskott fue reemplazado posteriormente por armas más modernas como el cañón sin retroceso Carl Gustaf.